# Саратовское художественное училище имени А. П. Боголюбова
Саратовское художественное училище имени А. П. Боголюбова — учреждение среднего профессионального образования города Саратова.

## История
Саратовское художественное училище было основано 23 (11) февраля 1897 года как Боголюбовское рисовальное училище. В августе 1918 года было реорганизовано в свободные художественные мастерские, в 1919 г. — Высшие государственные художественно-технические мастерские, в 1920 г. — Художественно-практический институт, в 1923 г. — Художественно-промышленный техникум. С 1937 года и по настоящее время это Саратовское художественное училище.
К 100-летию училища в 1997 году ему было возвращено имя основателя, и оно стало называться Саратовским художественным училищем имени А. П. Боголюбова.

## Информация
В стенах училища работают высококвалифицированные педагоги общеобразовательных, общепрофессиональных и специальных дисциплин. Из 25 преподавателей специальных дисциплин училища 23 являются его выпускниками, 15 — члены Союза художников России. Выпускники училища составляют основу Саратовской организации Союза художников России.

## Специальности
- Дизайн
- Живопись
- Скульптура

## Мемориальные плиты
Возле входа в Художественное училище на стене установлены мемориальные плиты — барельефы.

Врубель М.А. жил в этом здании в 1865-1867
Боголюбов А.П. — основатель училища
Кибальников А.П. учился здесь в 1929-1932